# Manor House
Manor House – stacja metra londyńskiego na linii Piccadilly, położona w północnej części miasta. Leży dokładnie na granicy dwóch gmin Wielkiego Londynu: London Borough of Haringey oraz London Borough of Hackney, dla tej ostatniej jest jedyną stacją metra na terenie gminy. Została otwarta w 1932 roku, jej głównym projektantem był modernistyczny architekt Charles Holden. W 2009 roku skorzystało z niej ok. 8,83 mln pasażerów. Jest stacją graniczną między drugą i trzecią strefą biletową.

## Galeria

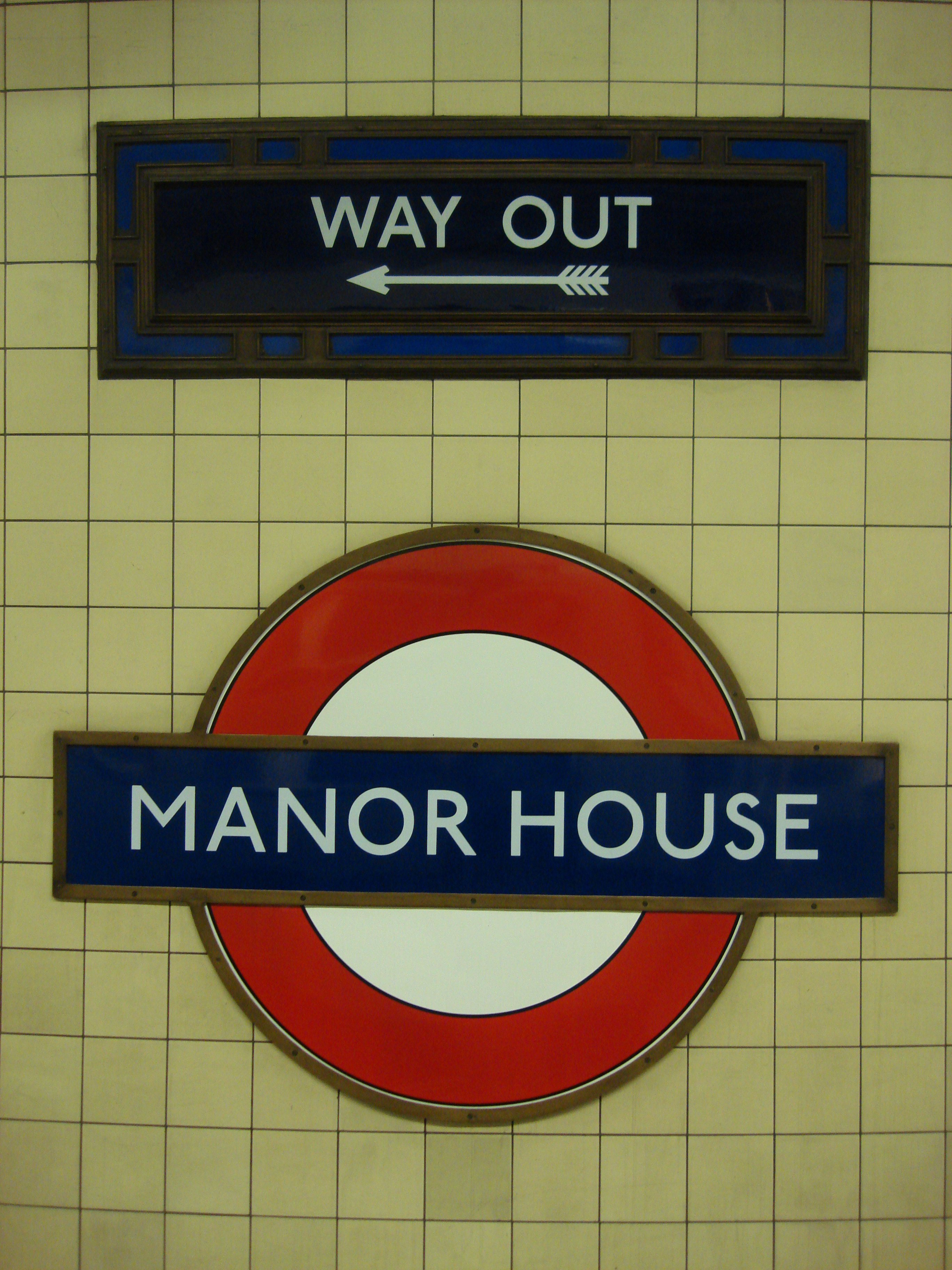
Logo stacji
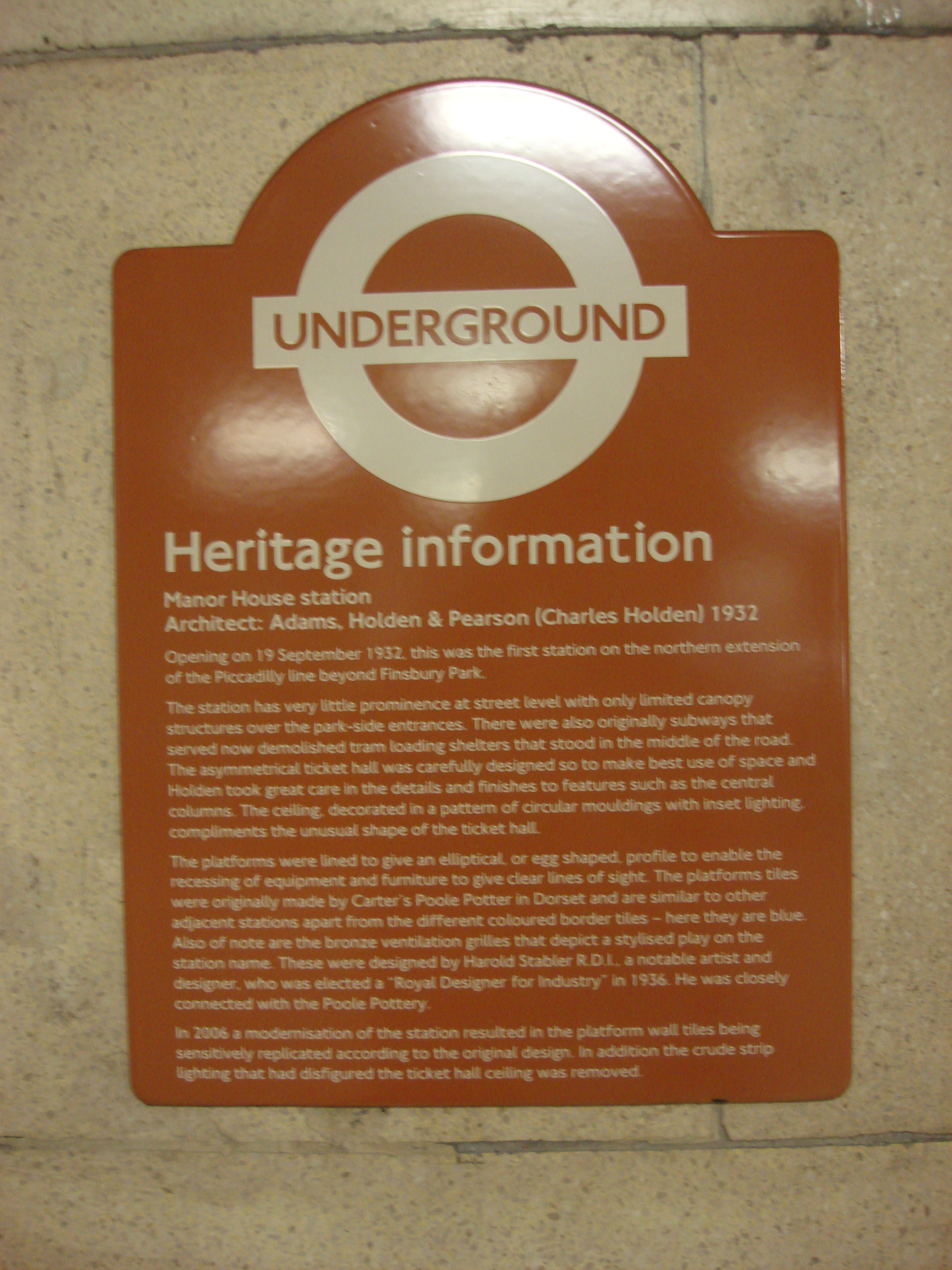
Tabliczka z historią stacji [czytelna po powiększeniu zdjęcia]
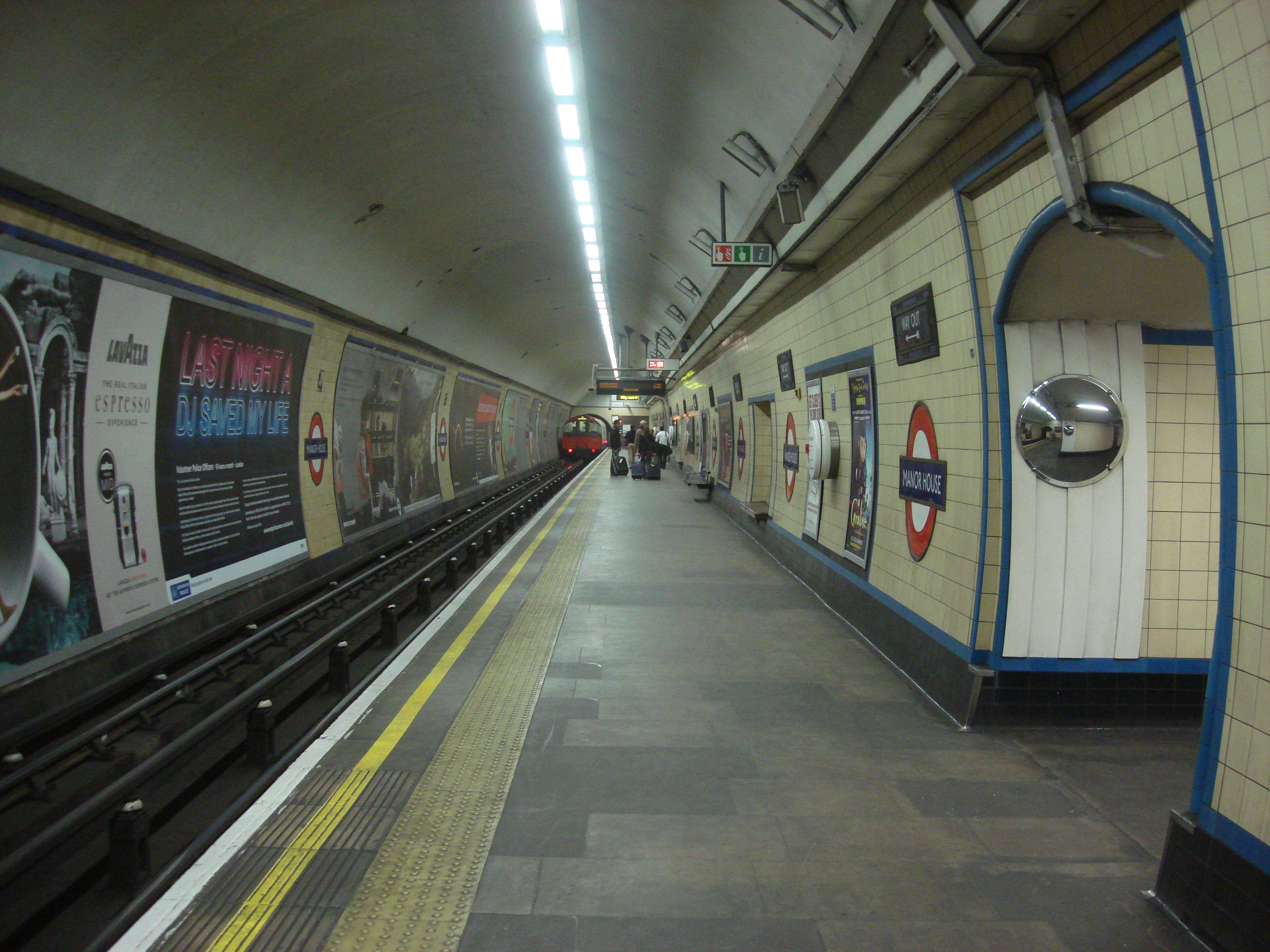
Jeden z peronów
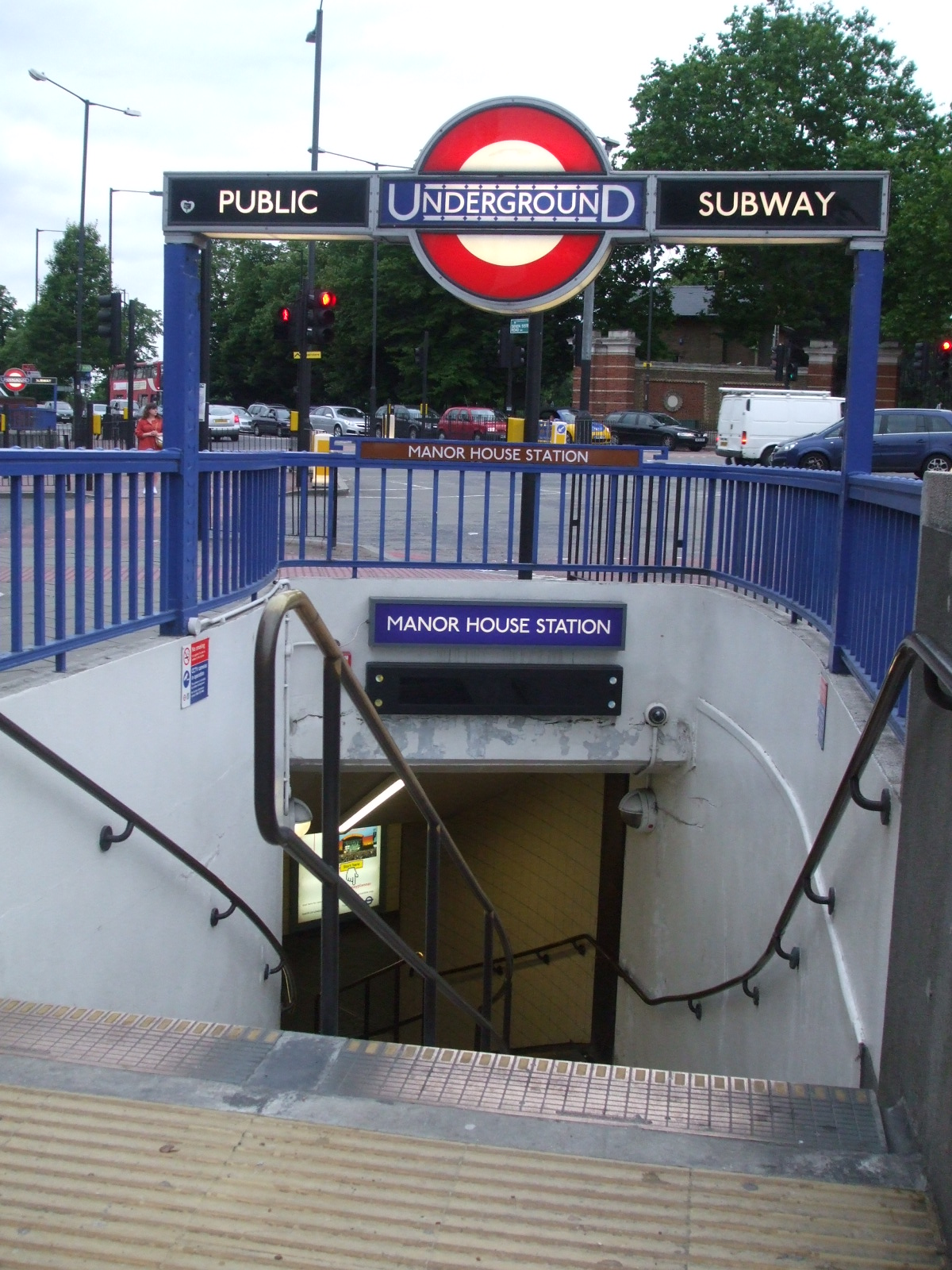
Jedno z wejść